# Bangun Jiwa
Bangun Jiwa is een bestuurslaag in het regentschap Kaur van de provincie Bengkulu, Indonesië. Bangun Jiwa telt 365 inwoners (volkstelling 2010).